# 야마모토 유키
야마모토 유키(일본어: 山本 優希, 1987년 2월 9일 ~ )는 일본의 모델이다.